# Калундборг
Калундборг (на датски: Kalundborg) е град и пристанище в Дания на западния бряг на остров Зеланд, близо до залива Калундборг Фьорд. Административен център е на община Калундборг. Населението му е 16 486 души (2023).

## История
През Средновековието Калундборг е бил една от резиденциите на краля. През 1485 г. получава статут на град. В замъка „Калундборг“ често се провеждат срещи на датското благородничество и духовенство. В периода 1549 – 1559 г. сваленият датски крал Кристиан II е държан в плен в замъка. Замъкът е разрушен от шведите през 1658 г. по време на Северната седемгодишна война.

## Икономика
Калундборг е търговски и индустриален град, в който са развити месопреработвателна, корабостроителна, нефтопреработваща, машиностроителна и химическа индустрия. Свързан е с ферибот с град Орхус на полуостров Ютланд и с остров Самсьо.

## Забележителности
Най-известна е църквата „Света Богородица“ в романски стил, имаща с пет кули. Изграждането ѝ започва благодарение на дейността на крал Валдемар I и архиепископ Абсалон. Смята се, че църквата е построена ок. 1170 г. от брата на Абсалон Есберн Снаре.
Историята на Калундборг е свързана и с датския аристократичен род Лерче. В покрайнините на града се намира дворецът Леркенборг построен в стил рококо.

## Известни личности
Родени в Калундборг
- Сигрид Унсет (1882 – 1949), норвежка писателка
- Лауге Кох (1892 – 1964), датски геолог и топограф
- Стине Болтер (1976 – ), датска журналистка и писателка

Починали в Калундборг
- Доротея Бранденбургска (1976 – ), кралица на Дания (1448 – 1481), Норвегия (1450 – 1481) и Швеция (1457 – 1464)

- Историческа улица в Калундборг
- Църквата „Света Богородица“
- Гранд хотел
- Индустриална зона на